# Equidistantiebeginsel

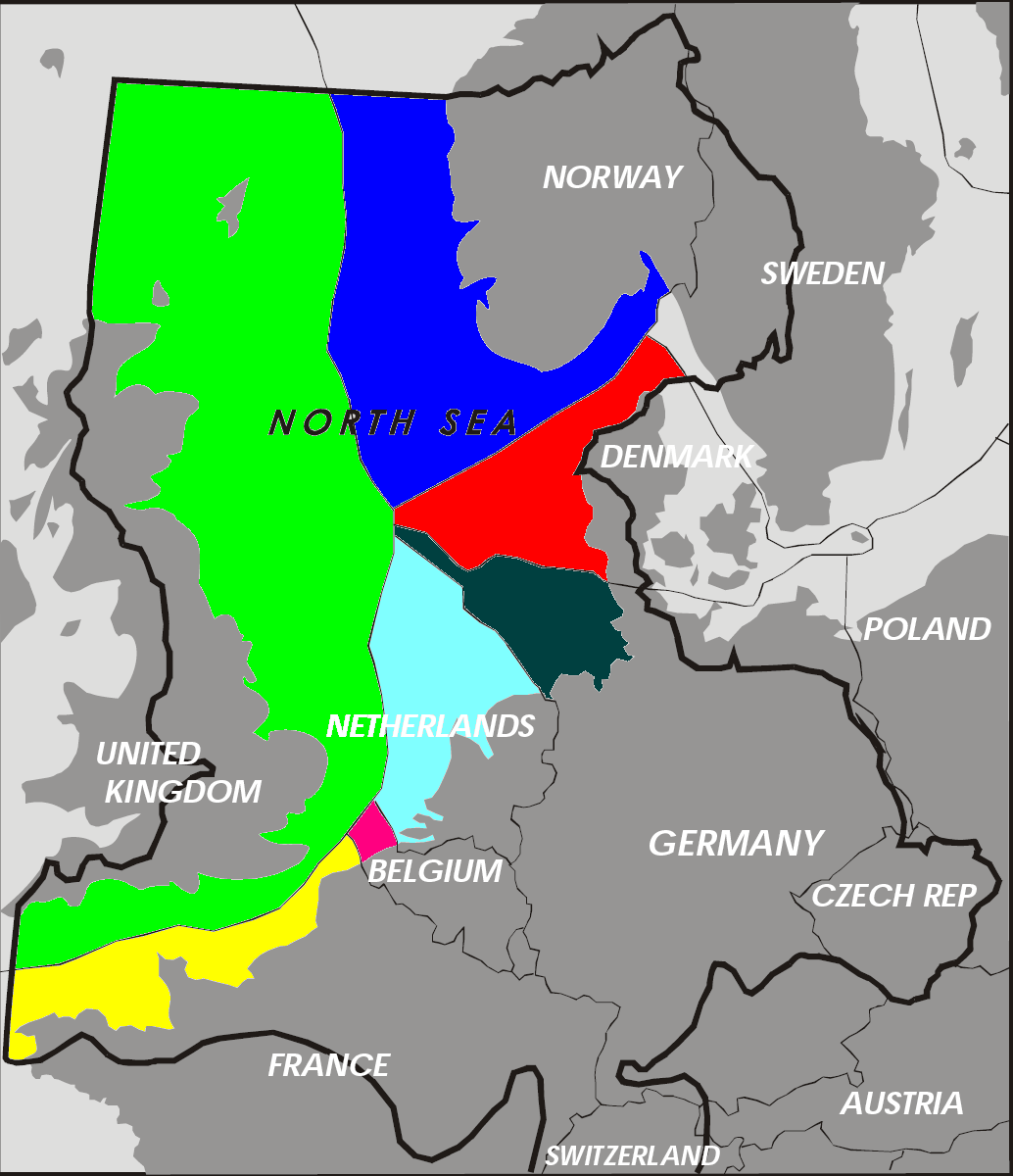
De zeegrenzen in de Noordzee. De zeegrenzen tussen Verenigd Koninkrijk en Noorwegen, Nederland, België en Frankrijk zijn bepaald op basis van het equidistantiebeginsel

Het equidistantiebeginsel is een juridisch concept dat de zeegrenzen van een land zich op gelijke afstand van de kusten van de buurlanden bevindt. Het wordt toegepast bij het bepalen van grenzen op zee of binnenwateren waarbij een middellijn, waarvan elk punt even ver is verwijderd van de dichtbijgelegen basislijn, bijvoorbeeld de kust, wordt getrokken. De middellijn is de grens in het water die de gebieden aan de kuststaten toewijst. Hetzelfde beginsel wordt ook toegepast op de begrenzing van het continentaal plat.

## Rechtsbasis
Het beginsel heeft een sterke juridische basis. De Verenigde Naties hebben in 1958 het Verdrag inzake het continentale plateau, onderdeel van het VN-zeerechtverdrag, vastgesteld dat door veel landen is geratificeerd. Het verdrag trad in werking op 10 juni 1964 nadat het Verenigd Koninkrijk op 11 mei als tweeëntwintigste staat had geratificeerd.
In artikel 6 van het Verdrag inzake het continentale plateau wordt gesteld dat de grenzen worden vastgesteld door een overeenkomst tussen de betrokken landen. Bij afwezigheid van een overeenkomst en als er geen bijzondere omstandigheden zijn om een andere grens te trekken, geldt het equidistantiebeginsel.

## Voorbeelden
Voorbeelden van toepassing van het beginsel zijn de afbakening van de zeegebieden tussen Nederland en het Verenigd Koninkrijk in 1965 en tussen Nederland en België in 1996.

## Uitzonderingen
| Land                | Ondertekening    | Ratificatie      | In werking    |
| ------------------- | ---------------- | ---------------- | ------------- |
| Denemarken          | 29 april 1958    | 12 juni 1963     | 10 juni 1964  |
| Duitsland           | 30 oktober 1958  |                  |               |
| Nederland           | 31 oktober 1958  | 18 februari 1966 | 20 maart 1966 |
| Noorwegen           | 9 september 1971 | 9 oktober 1971   |               |
| Verenigd Koninkrijk | 9 september 1958 | 11 mei 1964      | 10 juni 1964  |

Verdeling van de Noordzee. Duitsland maakte met succes bezwaar tegen het equidistantiebeginsel. Volgens het equidistantiebeginsel had de Duitse grens gelopen volgens C-D-E-B-A

Duitsland ondertekende het verdrag wel, maar ratificeerde het nooit. Het maakte bezwaar omdat het equidistantiebeginsel landen met een convexe kust zoals Nederland en Denemarken bevoordeelt ten opzichte van landen met een concave kust zoals Duitsland.
In 1969 kreeg Duitsland gelijk van het Internationaal Gerechtshof in de Zaak betreffende de verdeling van het Continentaal Plat van de Noordzee. In 1971 werd dit bekrachtigd met het Verdrag tussen het Koninkrijk der Nederlanden en de Duitse Bondsrepubliek inzake de begrenzing van het continentaal plat onder de Noordzee en het Verdrag tussen het Koninkrijk Denemarken en de Bondsrepubliek Duitsland inzake de begrenzing van het continentaal plat onder de Noordzee waarmee de Entenschnabel of eendenbek een feit werd.